# Library of Congress Control Number
Library of Congress Control Number (LCCN, dobesedno Kontrolna številka Kongresne knjižnice) je serijski identifikator za kataloški vnos v ameriški Kongresni knjižnici. Številka je le edinstven identifikator, ki ne opisuje vsebine zapisa, niti nima zveze s klasifikacijo Kongresne knjižnice.
V osnovni obliki je identifikator sestavljen iz števk, ki označujejo letnico in serijsko številko. Letnica ima dve števki za leta med 1898 in 2000 ter štiri za leta od 2001 dalje, sledi jim šest števk niza, po potrebi z vodilnimi ničlami. Dvoumne letnice po tem sistemu (1898/1998, 1899/1999 in 1900/2000) se razločujejo po velikosti serijske številke. Običajno je identifikator natisnjen z vezajem med letnico in serijsko številko, vendar Kongresna knjižnica to odsvetuje. Starejši vnosi lahko vsebujejo tudi številčne ali črkovne predpone in pripone, ki so sedaj opuščene.

## Zgled
Josip Vandot, LCCN no90010200.
Elementi:
- no – predpona za zapis, ki je bil uvožen iz zbirke OCLC
- 90 za leto 1990, ko je bil ustvarjen vnos
- 010200 je serijska številka